# هانس كون (أستاذ جامعي)
هانس كون هو كيميائي سويسري، ولد في 5 ديسمبر 1919 في برن في سويسرا، وتوفي في 25 نوفمبر 2012.